# Korg MS-20
Der Korg MS-20 ist ein monophoner Analogsynthesizer von Korg, der von 1978 bis 1983 gebaut wurde. Er zählt zu den legendärsten Synthesizern dieser Zeit und wird noch heute von Musikern gern genutzt und als Sammlerstück gehandelt.
| Korg MS-20                    |
| ----------------------------- |
|                               |
| Klassifikation                |
| Synthesizer, Tasteninstrument |
| Originalpreis                 |
| ca. 1490 DM                   |
| hergestellte Stückzahl        |
| ca. 20.000                    |
|                               |

## Aufbau
Neben dem MS-10 bildete der ab 1978 gebaute MS-20 den wichtigsten Vertreter aus Korgs MS-Serie. Durch seinen halb-modularen Aufbau und patchbare Signalwege bietet er einen hohen Grad an Flexibilität. Im Gegensatz zu den polyphonen Synthesizern der ein Jahr vorher vorgestellten PS-Serie überzeugten die MS-Synthesizer durch ihre geringere Größe. Während von den Modellen der PS zum Teil nur schätzungsweise 100 Stück (PS-3300) gebaut wurden, konnte der MS-20 in seiner Herstellungszeit um die 20.000 mal verkauft werden.

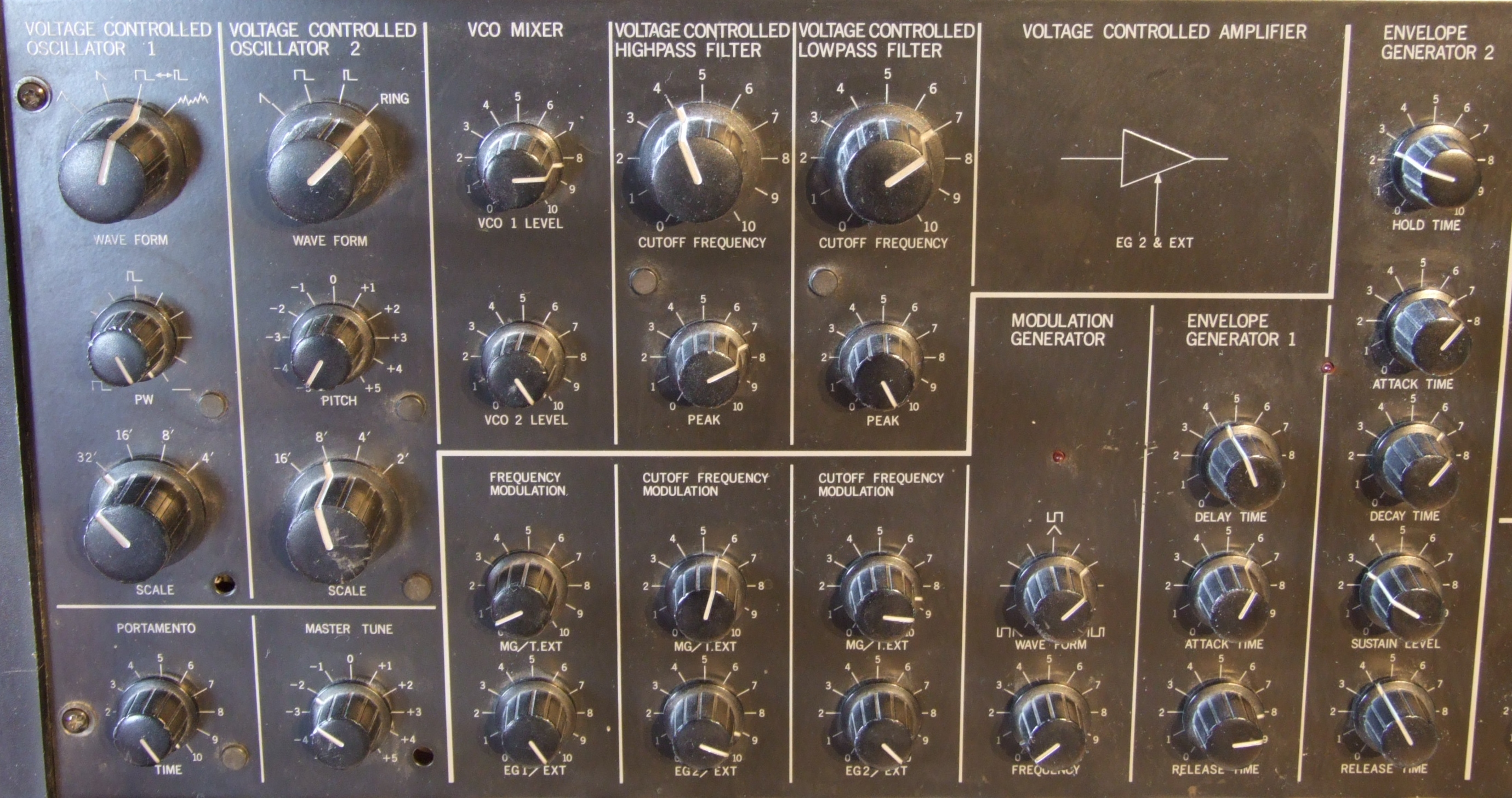
MS-20-VCO-VCF-LFO-Bereich

Der MS-20 besitzt eine Klaviatur mit 37 Tasten, was drei Oktaven entspricht. Das Anschlagen der Tasten entspricht unterschiedlichen Spannungen, mit denen die VCOs der Syntheseeinheit gestimmt wurden. Die internen Signale werden in Tonsignale und Steuersignale unterschieden. Letztere bilden ihren Wertebereich über eine Spannung von −5 bis +5 Volt ab.

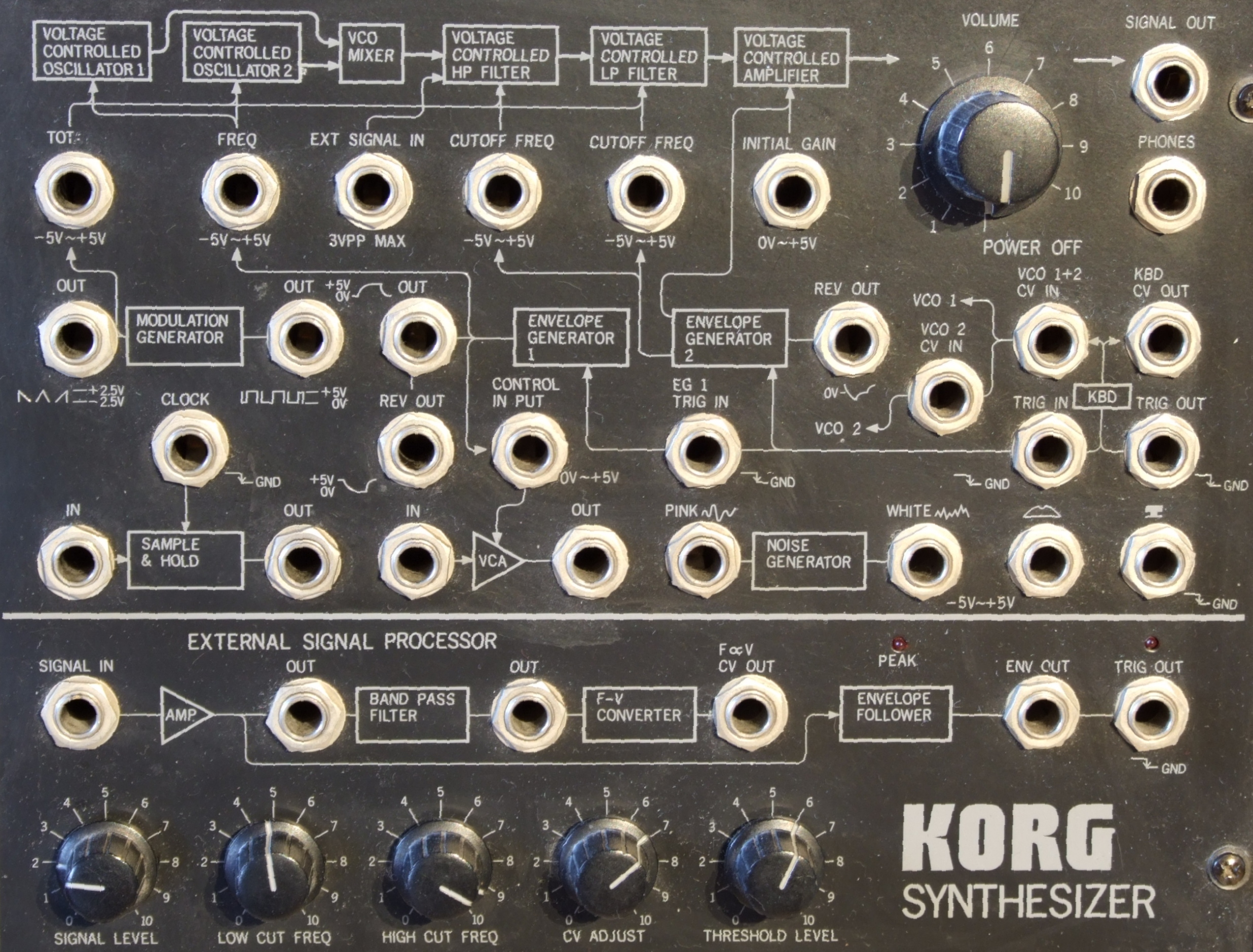
MS-20-Patch-Feld

Die Standard-Klangsynthese (ohne Patch-Kabel) geht beim MS-20 von zwei VCOs aus, die in den Modi Dreieck, Sägezahn, Puls und Noise betrieben werden können. Zudem steht noch ein Rauschgenerator in den Modi rosa Rauschen und weißes Rauschen zur Verfügung. Der zweite VCO kann zusätzlich per Ringmodulation durch den ersten VCO moduliert werden. Die Signale der beiden VCOs werden anschließend durch den Mixer gemischt, bevor das Signal zunächst durch einen Hochpass- und anschließend durch einen Tiefpassfilter geleitet wird.
Diese Signalflusskette wird durch zwei Hüllkurven ergänzt, von denen die erste (EG1) als Delay-Attack-Release- (DAR) und die zweite (EG2) als Attack-Decay-Sustain-Release-Hüllkurve (ADSR) mit Hold-Möglichkeit genutzt wird. Ein Kuriosum ist dabei, dass bei Beeinflussung der Filtereckfrequenz durch den zweiten Hüllkurvengenerator die Wirkung des Sustainlevels invertiert ist (d. h.: hoher Sustainlevel = geschlossenes Filter, niedriger Sustainlevel = geöffnetes Filter; es sollte eigentlich umgekehrt sein). Die VCOs und Filter werden zudem über einen als Modulation Generator (MG) bezeichneten LFO moduliert.
Außerhalb des vorgegebenen Signalweges existiert ein Sample-and-Hold-Block sowie ein Block, um externe Signale durch eine separate Filtersektion zu routen und daraus Steuerspannung und Trigger abzuleiten. Ein Rad-Controller links neben der Klaviatur kann ebenfalls zur Erzeugung von Steuerspannungen genutzt werden.

## Vergleichbare Synthesizer

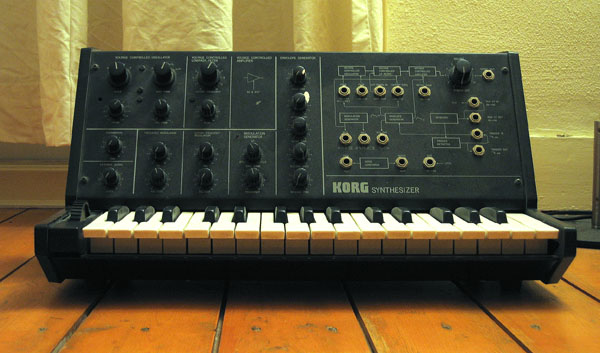
Korg MS-10

### Korg MS-10
Der Korg MS-10 war das Einsteigermodell der MS-Serie. Im Gegensatz zum MS-20 verfügt er über 32 statt 37 Tasten. Auch weist er nur einen VCO auf, der die Wellenformen Dreieck, Sägezahn, Rauschen und Pulswelle in den Fußlagen von 4' bis 32' erzeugen kann. Wie der MS-20 verfügt er über einen LFO mit den Wellenformen Sägezahn (auf- und absteigend), die stufenlos über Dreieck (in der Mitte) ineinander übergehend einstellbar sind. Er hatte nur ein Tiefpassfilter, also nicht das Hochpassfilter wie beim MS-20 und nur eine HADSR-Hüllkurve sowie einen nur vereinfachten externen Signaleingang ohne Filter, d. h. ohne die Möglichkeit auch die Steuerspannungen externer Audiosignale abzugreifen. (Produzierte Stückzahl: ca. 10.000)

### Korg VC-10
Wenngleich der Vocoder VC-10 nicht unmittelbar zur Edition der MS-Synthesizer gehört, so kam er jedoch im gleichen Design einher.
Das Gehäuse entsprach in etwa dem des MS-10. Der Vocoder VC-10 wurde neben seiner hauptsächlichen Bestimmung, Mikrofonstimmen in Akkorden zu spielen und den typischen Roboter-Sound zu erzeugen, auch dazu verwendet, die Audio-Signale der MS-Synthesizer quasi polyphon zu spielen.

### Korg MS-50

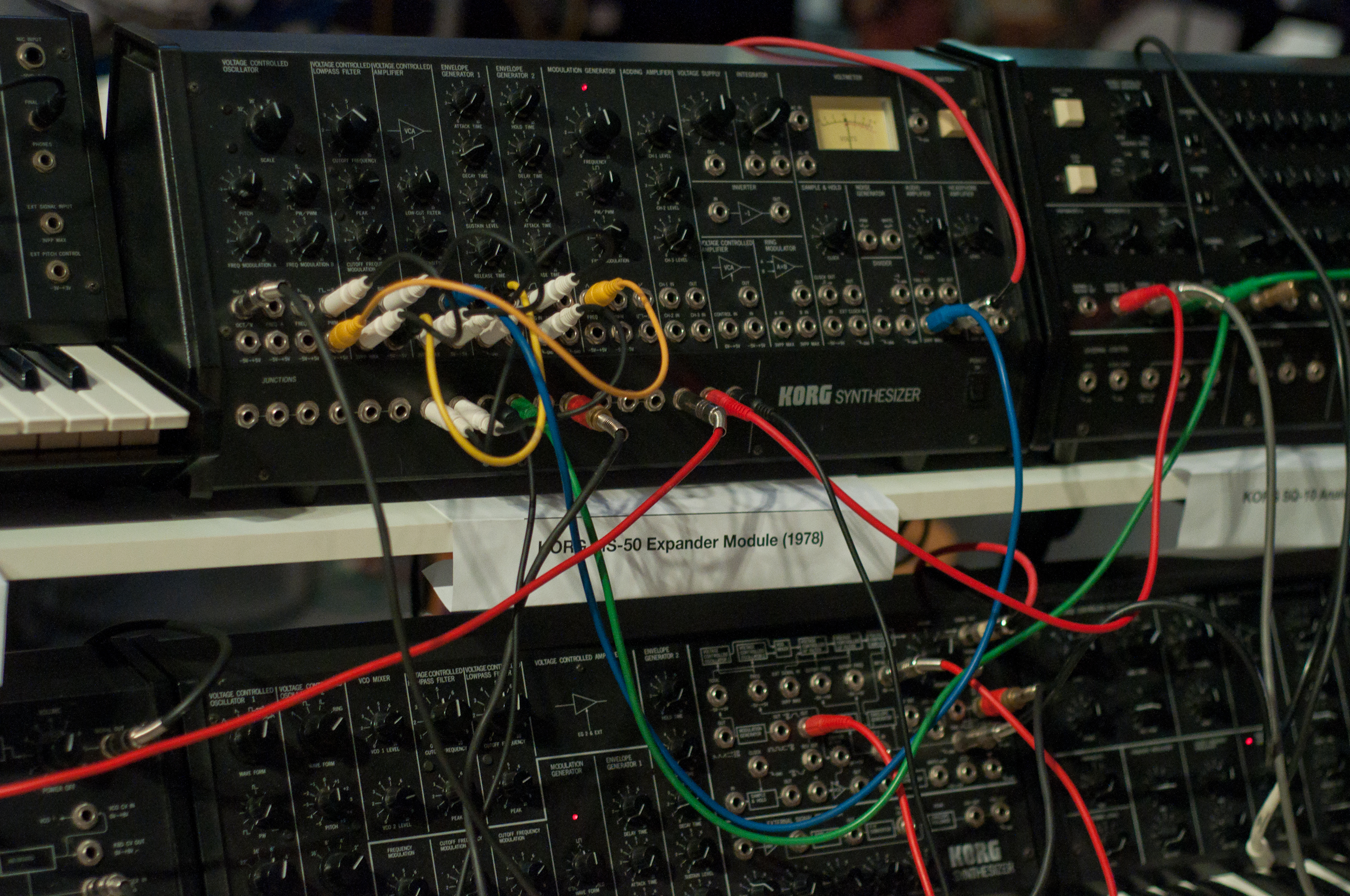
Korg MS-50 Expander

Der Korg MS-50 ist ein tastaturloser Expander.

### ARP 2600
siehe ARP 2600

## Zubehör und Umbauten

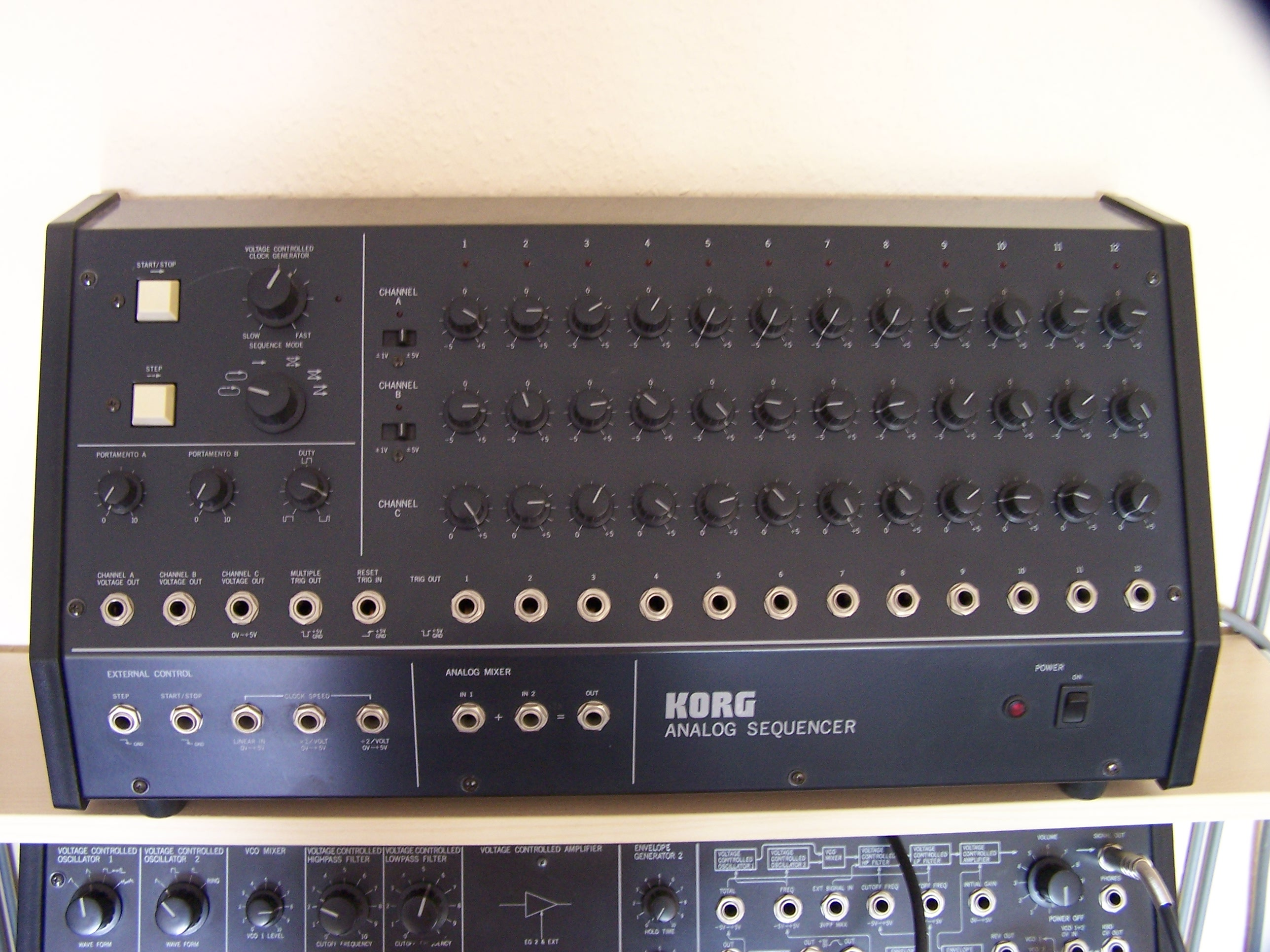
Korg SQ-10

### Der Analogsequencer Korg SQ-10
Der Korg SQ-10 wurde als analoger Step-Sequencer für die Korg-Synthesizer der MS-Serie entwickelt, ist aber auch mit anderen spannungsgesteuerten Synthesizern verwendbar. Er verfügt über 12 Steps (Schritte), für die sich je drei Steuerspannungen (Kanäle A, B und C) einstellen lassen. Die Kanäle A und B sind in Reihe schaltbar, so dass der SQ-10 dann über 24 Steps verfügt.

## Der MS-20 heute

### Mythos MS-20
Mit Beginn der Retrowelle bei analogen Synthesizern, Anfang der 1990er Jahre, begann auch der MS-20 in der Beliebtheit erneut zu steigen. Während Synthesizer wie der Roland TB-303 vor allem in der Techno- und Acid-House-Szene beliebt waren, war der MS-20 durch seine „dreckigen“ Sounds auch in der experimentelleren Musikszene beliebt. Grund für dieses Klangverhalten sind vor allem die in Reihe geschalteten Filter, die bei Eigenresonanz nicht das typische Pfeifen, sondern eher ein „Kreischen“ verursachen. Die technische Ursache dieser Klangfärbung liegt auch in der Verwendung von verzerrenden Dioden und ihrer Nichtlinearität. Noch heute sind unter anderem durch diese Eigenschaft vor allem in der Industrial- und Noise-Szene viele MS-20 im Einsatz.

### Der MS-20 als Software
- Korg Legacy Collection

Neben dem MS-20 werden hier der Polysix und die Wavestation in Software simuliert. Außerdem wird eine um etwa 20 Prozent verkleinerte Version des MS-20 als USB-Eingabegerät mit allen Reglern und Tasten mitgeliefert. Die Simulation des MS-20 ist um 32-stimmige Polyphonie und einen Unison-Modus erweitert worden.
- Korg Legacy Collection Analog Edition 2007

Seit Anfang 2007 ist die Emulation des MS-20 in einem Paket mit dem Polysix und dem neu hinzugekommenen Mono/Poly erhältlich. Der MS-20-Hardware-Controller wurde eingespart, was sich in einem deutlich niedrigeren Anschaffungspreis gegenüber der alten Legacy Collection niederschlägt.
- Korg DS-10 für Nintendo DS

Für das Nintendo DS gibt es einen Synthesizer, der auf der MS-Tonerzeugung basiert, welcher aber einerseits über zusätzliche Eigenschaften (Step-Sequencer, KAOSS-PAD, Effekte etc.) verfügt, andererseits aber auch nicht alle Bestandteile eines MS-20 besitzt (fehlende Pulsweitenmodulation, kein Sample and Hold etc.).
- Korg iMS-20 für das iPad

Der iMS-20 ist seit 9. November 2010 verfügbar. Er erweitert den Funktionsumfang des originalen Geräts um einen Pattern-Composer, zwei Kaoss-Pads, verschiedene Effekte, Mixer und sechs Drumspuren. Die Drumsounds können über eine leicht adaptiere MS-20-Oberfläche gebaut und konfiguriert werden. Der iMS-20 eignet sich von daher zum Arrangieren von einfachen Songs mit bis zu sieben Spuren. Mithilfe des Camera Connection Kits und einem daran angeschlossenen Powered USB Hub kann der MS-20 Legacy Controller mit der iMS-20 Software am iPad verwendet werden.

### Der MS-20 mini
Auf der NAMM Show im Januar 2013 stellte Korg den MS-20 mini vor. Dieser ist ein analoger Synthesizer, der seinem Vorbild weitestgehend gleicht, aber nur 86 Prozent der Größe dessen ausmacht und dessen Elektronik im Gegensatz zum Originalmodell in SMD-Bauweise gefertigt wird.

### Der MS-20 und der MS-20M als Kit
Überraschend stellte Korg auf der NAMM 2015 neben der Wiederauflage eines kleineren ARP Odyssey auch eine Desktop-Version des MS20 vor welcher FM, Sync und eine Patchbuchse für die Steuerung der Pulsbreitenmodulation bereitstellt. Bisher wird er ausschließlich in einer limitierten Anzahl von 1000 Stück zusammen mit dem SQ1 Sequencer als Kit geliefert, bei dem der Nutzer selbst die fertigen Platinen in das Gehäuse schrauben muss. Außerdem enthält er nun die beiden bekannten Schaltungen der Filter, der älteren auf Basis des IC35 sowie der neueren weniger rauschenden Version, welcher jedoch auch einen gezähmteren aber hochwertigeren Sound hervorbringt. Dies ist der erste MS-20, der überhaupt Frequenzmodulation und die Oszillator-Synchronisation beherrscht, bleibt jedoch ein Pseudomodularer Synthesizer, denn man hat keinen Zugriff auf den Audio-Signalweg und die einzelnen Oszillatoren jeweils einzeln.
Wie der MS-20M wird auch der MS-20 Kit zum Selbstzusammenbau in limitierter Auflage angeboten. Hier handelt es sich um den MS-20 in Originalgröße mit USB und MIDI.

## Künstler
Folgende bedeutende Künstler haben den MS-20 eingesetzt oder setzen ihn noch immer ein: Air, Apoptygma Berzerk, Beborn Beton, DAF, Liaisons Dangereuses, Depeche Mode, Aphex Twin, Jean-Michel Jarre, Portishead, The Prodigy, OMD, Einstürzende Neubauten, KMFDM, Die Krupps, Mittageisen, Front 242, Laibach, Digitalism, The Sound of Arrows, Röyksopp, Alphaville, Daft Punk und viele mehr.